# 顔郵便マーク
顔郵便マーク（かおゆうびんマーク、〠）はかつて郵政省（現：総務省）が郵便事業（現・日本郵便）で使用していた記号。正式名称は不明である。それ（〠）に手足が書かれたマスコットは「ナンバーくん」と呼ばれており、こちらは郵政省自身による公式な愛称であるが、手足のない通常の顔郵便マークはナンバーくんとは別の扱いである。

## 概要
以前から存在する〒（郵便記号）を帽子と鼻に見立て、目や睫毛、口など顔の構成要素を追加し、耳あごを加え顔としたデザインとなっている。

## ナンバーくん
顔郵便マークに胴体と手足のある「ナンバーくん」（「ナンバー君」との表記揺れもある）は1968年7月1日に導入された郵便番号制度の周知のために制定されたと思われがちだが、もともとは1966年7月に導入された定形郵便制度をアピールするために登場したものである。1966年8月11日から1か月間、東京・大阪で週4回、テレビに登場した。
その後1967年に改めて郵便番号普及目的のシンボルマークとして制定され、1968年には胴体の左下の数字が削除された。郵便番号導入当日に発行された記念切手にも登場している。但し切手の発行が発表された時点では公式な愛称が決まっておらず郵政省の報道発表では「郵便番号シンボルマーク」と説明された。「ナンバーくん」の愛称は一般公募によるもので、1968年7月5日に発表された。
ナンバーくんは1968年から1973年にかけて12種の切手に登場したほか、郵政省によるパンフレットや一部郵便局の消印、「ゆうパック」の商標になる以前の郵便小包の箱にもその姿が確認されている。なお、ナンバーくんの胴体は封筒を模しており、長方形である。胴体の右上には「123」という数字が書かれており、これは旧郵便番号5桁の上3桁を表現している。

## ポストンの導入
1998年2月2日の郵便番号7桁化の広報用に新しいキャラクター「ポストン」が登場し、1996年7月に発表された。ポストンのデザインと愛称は公募によって選ばれたもので、デザインは8283点、愛称は2万5152点の応募があった。その顔は7桁の郵便番号枠と子供の顔をデザインしたもので、胴体はポストを模しているため、ナンバーくん同様長方形の体形である。
ポストンの普及に伴い、顔郵便マークやナンバーくんを日本社会で目にする機会は少なくなった。郵便事業のマスコットとしての役割を終えた今は、現存する設備、備品のみにその姿を残している。さらに郵政民営化に伴い、新会社では「撤去が望ましい」とされ、急速にその姿を消しつつある。なお、ポストンは新会社でも引き続き「使用可」となっている。
『2018年度郵便番号簿』の表紙で、ナンバーくんとポストンが「再登場」した。これは2018年が「1968年の郵便番号の導入から50年、1998年の７けたの郵便番号の実施から20年となる（中略）節目の年」にあたることによる。
なお、文字コードのユニコードやJIS X 0213で、顔郵便マークとポストンが同じコードポイントで表せるかどうかについては、はっきりしない。そのため、Microsoft Windows Vistaに付属するフォントのメイリオでは、ベータ版公開時には郵便マークのコードポイントのU+3020にポストンの記号が使用されていた。

## 符号位置
| 記号 | Unicode | JIS X 0213 | 文字参照          | 名称         |
| ---- | ------- | ---------- | ----------------- | ------------ |
| 〠   | U+3020  | 1-6-70     | &#x3020; &#12320; | 顔郵便マーク |